# Jens Dolmer
Jens Dolmer, född omkring 1615, död 1670, var en dansk historieskrivare.
Dolmer blev 1640 lärare för Ulrik Christian Gyldenløve, 1647 kyrkoherde vid domkyrkan i Aarhus men föll i onåd och avsattes. Han levde därefter som privatlärd med pension av Fredrik III för historiska studier. G. Storm har pekat ut Domer som författare till det märkliga arbetet i norsk statsrätt, Norges Rige Arverige (1656). Om djupgående insikt i samma ämne visar hans 1666 utgivna Hirdskraa udi det gamle norske Sprog, rettelig oversat paa Danske.